# Coupe d'Europe des nations d'athlétisme 1997
Navigation
CE des nations 1996 CE des nations 1998
La 18e coupe d'Europe des nations d'athlétisme se déroule les 21 et 22 juin 1997, à Munich en Allemagne pour la Superligue, à Dublin et Prague pour la 1re division, et à Odense et Riga pour la 2e division. Elle comporte 20 épreuves chez les hommes, et 19 chez les femmes avec l'arrivée du saut à la perche et du lancer du marteau féminins.
La Grande-Bretagne remporte l'épreuve masculine. Chez les femmes, la Russie s'impose pour la 2e fois consécutive.

## Superligue
| Place | Pays        | Points |
| ----- | ----------- | ------ |
| 1     | Royaume-Uni | 118    |
| 2     | Allemagne   | 105    |
| 3     | Russie      | 104    |
| 4     | Italie      | 96     |
| 5     | Espagne     | 78     |
| 6     | France      | 75     |
| 7     | Norvège     | 72,5   |
| 8     | Grèce       | 71,5   |

| Place | Pays        | Points |
| ----- | ----------- | ------ |
| 1     | Russie      | 127    |
| 2     | Allemagne   | 113    |
| 3     | Royaume-Uni | 86     |
| 4     | Italie      | 77     |
| 5     | France      | 77     |
| 6     | Ukraine     | 76     |
| 7     | Roumanie    | 72     |
| 8     | Biélorussie | 55     |

## Résultats par épreuve

### Hommes
| Épreuve | Or                                                                | Or               | Argent                                                        | Argent         | Bronze                                                             | Bronze         |
| --- | ----------------------------------------------------------------- | ---------------- | ------------------------------------------------------------- | -------------- | ------------------------------------------------------------------ | -------------- |
| 100 m Vent : (+0,2 m/s) | Linford Christie GBR                                              | 10 s 04 =CR      | Geir Moen NOR                                                 | 10 s 18        | Andrey Fedoriv RUS                                                 | 10 s 19        |
| 200 m Vent : (+0,7 m/s) | Linford Christie GBR Georgios Panayotopoulos GRE                  | 20 s 56          |                                                               |                | Geir Moen NOR                                                      | 20 s 60        |
| 400 m | Roger Black GBR                                                   | 45 s 63          | David Canal ESP                                               | 46 s 28        | Marco Vaccari ITA                                                  | 46 s 40        |
| 800 m | Vebjørn Rodal NOR                                                 | 1 min 47 s 54    | Nico Motchebon GER                                            | 1 min 47 s 89  | Mark Sesay GBR                                                     | 1 min 48 s 11  |
| 1 500 m | Fermín Cacho ESP                                                  | 3 min 37 s 79    | Gennaro Di Napoli ITA                                         | 3 min 37 s 81  | Vyacheslav Shabunin RUS                                            | 3 min 38 s 14  |
| 3 000 m | Dieter Baumann GER                                                | 7 min 41 s 08 CR | Manuel Pancorbo ESP                                           | 7 min 41 s 60  | Panayotis Papoulias GRE                                            | 7 min 45 s 65  |
| 5 000 m | Gennaro Di Napoli ITA                                             | 13 min 38 s 33   | Anacleto Jiménez ESP                                          | 13 min 39 s 42 | Panayotis Papoulias GRE                                            | 13 min 40 s 02 |
| 3 000 m steeple | Rob Hough GBR                                                     | 8 min 35 s 03    | Alessandro Lambruschini ITA                                   | 8 min 36 s 15  | Vladimir Pronin RUS                                                | 8 min 36 s 94  |
| 110 m haies Vent : (+0,2 m/s) | Florian Schwarthoff GER                                           | 13 s 20          | Colin Jackson GBR                                             | 13 s 28        | Andrey Kislykh RUS                                                 | 13 s 53        |
| 400 m haies | Fabrizio Mori ITA                                                 | 48 s 93          | Stéphane Diagana FRA                                          | 49 s 15        | Ruslan Mashchenko RUS                                              | 49 s 74        |
| 4 × 100 m | ITA Nicola Asuni Giovanni Puggioni Angelo Cipolloni Sandro Floris | 38 s 80          | NOR Fernando Ramirez John Ertzgaard Per Ivar Sivle Geir Moen  | 38 s 96 NR     | GBR Jason Gardener Marlon Devonish Doug Walker Ian Mackie          | 38 s 97        |
| 4 × 400 m | GBR Roger Black Jamie Baulch Iwan Thomas Mark Richardson          | 2 min 59 s 46 CR | ITA Marco Vaccari Alessandro Aimar Fabrizio Mori Ashraf Saber | 3 min 02 s 60  | RUS Innokentiy Zharov Dmitriy Kosov Dmitriy Golovastov Dmitriy Bey | 3 min 03 s 09  |
| Saut en hauteur | Arturo Ortiz ESP                                                  | 2,30 m           | Sergey Klyugin RUS                                            | 2,30 m         | Martin Buss GER                                                    | 2,30 m         |
| Saut à la perche | Maksim Tarasov RUS                                                | 5,95 m CR        | Jean Galfione FRA                                             | 5,75 m         | Tim Lobinger GER                                                   | 5,70 m         |
| Saut en longueur | Kirill Sosunov RUS                                                | 8,00 m           | Kostas Koukodimos GRE                                         | 7,88 m         | Emmanuel Bangué FRA                                                | 7,86 m         |
| Triple saut | Jonathan Edwards GBR                                              | 17,74 m CR       | Denis Kapustin RUS                                            | 17,24 m        | Charles Friedek GER                                                | 16,71 m        |
| Lancer du poids | Oliver-Sven Buder GER                                             | 20,41 m          | Corrado Fantini ITA                                           | 19,72 m        | Manuel Martínez ESP                                                | 19,29 m        |
| Lancer du disque | Lars Riedel GER                                                   | 63,36 m          | Robert Weir GBR                                               | 61,62 m        | Sergey Lyakhov RUS                                                 | 59,72 m        |
| Lancer du marteau | Heinz Weis GER                                                    | 81,42 m          | Vadim Khersontsev RUS                                         | 78,48 m        | Alexandros Papadimitriou GRE                                       | 74,12 m        |
| Lancer du javelot | Steve Backley GBR                                                 | 86,86 m          | Kostas Gatsioudis GRE                                         | 86,10 m        | Boris Henry GER                                                    | 85,42 m        |
| Records et Performances - AR : Record continental (area record) - CR : Record des championnats (championship record) - MR : Record du meeting (meet record) - NR : Record national (national record) - OR : Record olympique (olympic record) - PR : Record paralympique (paralympic record) - PB : Record personnel (personal best) - SB : Meilleure performance personnelle de la saison (season's best) - WL : Meilleure performance mondiale de l'année (world leader) - WJR : Record du monde junior (world junior record) - WR : Record du monde (world record) Circonstances et Conditions - DNF : N'a pas terminé (did not finish) - DNS : N'a pas pris le départ (did not start) - DQ : Disqualification (disqualification) - NM : Aucun essai valable enregistré (No Mark) - Q : Qualifié « directement » au prochain tour (ou à la prochaine compétition), lors d'une compétition majeure, grâce au classement ou à la réalisation des minima (automatic qualifier) - q : Qualifié au prochain tour (ou à la prochaine compétition), lors d'une compétition majeure, grâce au repêchage ou à la réalisation de l'une des meilleures performances parmi celles des « non qualifiés directement » (grâce au meilleur temps ou à la meilleure distance par exemple) (secondary qualifier) |                                                                   |                  |                                                               |                |                                                                    |                |

### Femmes
| Épreuve | Or                                                                                  | Or                | Argent                                                               | Argent         | Bronze                                                            | Bronze         |
| --- | ----------------------------------------------------------------------------------- | ----------------- | -------------------------------------------------------------------- | -------------- | ----------------------------------------------------------------- | -------------- |
| 100 m Vent : (+0,6 m/s) | Natalya Voronova RUS                                                                | 11,18 m           | Andrea Philipp GER                                                   | 11 s 23        | Natalya Safronnikova BLR                                          | 11 s 41        |
| 200 m Vent : (-0,2 m/s) | Christine Arron FRA                                                                 | 22 s 89           | Andrea Philipp GER                                                   | 22 s 98        | Marina Trandenkova RUS                                            | 23 s 16        |
| 400 m | Grit Breuer GER                                                                     | 50 s 38           | Donna Fraser GBR                                                     | 51 s 51        | Olga Kotlyarova RUS                                               | 51 s 53        |
| 800 m | Yelena Afanasyeva RUS                                                               | 1 min 59 s 93     | Iryna Lishchynska UKR                                                | 2 min 00 s 71  | Linda Kisabaka GER                                                | 2 min 01 s 07  |
| 1 500 m | Kelly Holmes GBR                                                                    | 4 min 04 s 79     | Gabriela Szabo ROM                                                   | 4 min 06 s 25  | Irina Biryukova RUS                                               | 4 min 07 s 98  |
| 3 000 m | Roberta Brunet ITA                                                                  | 8 min 51 s 66     | Kristina de Fonseca-Wollheim GER                                     | 8 min 52 s 20  | Paula Radcliffe GBR                                               | 8 min 52 s 79  |
| 5 000 m | Gabriela Szabo ROM                                                                  | 15 min 02 s 68 CR | Roberta Brunet ITA                                                   | 15 min 02 s 87 | Luminita Zaituc GER                                               | 15 min 52 s 95 |
| 100 m haies Vent : (+0,7 m/s) | Svetlana Laukhova RUS                                                               | 12 s 94           | Patricia Girard FRA                                                  | 13 s 03        | Angie Thorp GBR                                                   | 13 s 16        |
| 400 m haies | Sally Gunnell GBR                                                                   | 54 s 57           | Silvia Rieger GER                                                    | 55 s 23        | Yekaterina Bakhvalova RUS                                         | 55 s 66        |
| 4 × 100 m | RUS Yekaterina Leshchova Galina Malchugina Natalya Voronova Marina Trandenkova      | 43 s 05           | FRA Frédérique Bangué Christine Arron Patricia Girard Sylviane Félix | 43 s 21        | GER Shanta Ghosh Gabi Rockmeier Birgit Rockmeier Andrea Philipp   | 43 s 25        |
| 4 × 400 m | RUS Yekaterina Bakhvalova Yekaterina Kulikova Natalya Khrushcheleva Olga Kotlyarova | 3 min 24 s 10     | GER Anke Feller Uta Rohländer Silvia Rieger Anja Rücker              | 3 min 26 s 12  | GBR Allison Curbishley Donna Fraser Michelle Thomas Sally Gunnell | 3 min 26 s 48  |
| Saut en hauteur | Heike Balck GER                                                                     | 1,94 m            | Tatyana Motkova RUS                                                  | 1,92 m         | Antonella Bevilacqua ITA                                          | 1,88 m         |
| Saut à la perche | Anzhela Balakhonova UKR                                                             | 4,25 m            | Andrea Müller GER                                                    | 4,20 m         | Janine Whitlock GBR                                               | 4,10 m         |
| Saut en longueur | Fiona May ITA                                                                       | 6,61 m            | Nina Perevedentseva RUS                                              | 6,60 m         | Susen Tiedtke-Greene GER                                          | 6,57 m         |
| Triple saut | Inna Lasovskaya RUS                                                                 | 14,91 m           | Rodica Mateescu ROM                                                  | 14,53 m        | Ashia Hansen GBR                                                  | 14,52 m        |
| Lancer du poids | Astrid Kumbernuss GER                                                               | 20,64 m           | Irina Korzhanenko RUS                                                | 18,18 m        | Mara Rosolen ITA                                                  | 17,28 m        |
| Lancer du disque | Natalya Sadova RUS                                                                  | 67,72 m           | Franka Dietzsch GER                                                  | 61,72 m        | Yelena Antonova UKR                                               | 60,16 m        |
| Lancer du marteau | Olga Kuzenkova RUS                                                                  | 73,10 m           | Mihaela Melinte ROM                                                  | 69,76 m        | Lyudmila Gubkina BLR                                              | 68,24 m        |
| Lancer du javelot | Oksana Ovchinnikova RUS                                                             | 67,16 m           | Felicia Țilea ROM                                                    | 64,98 m        | Tanja Damaske GER                                                 | 64,72 m        |
| Records et Performances - AR : Record continental (area record) - CR : Record des championnats (championship record) - MR : Record du meeting (meet record) - NR : Record national (national record) - OR : Record olympique (olympic record) - PR : Record paralympique (paralympic record) - PB : Record personnel (personal best) - SB : Meilleure performance personnelle de la saison (season's best) - WL : Meilleure performance mondiale de l'année (world leader) - WJR : Record du monde junior (world junior record) - WR : Record du monde (world record) Circonstances et Conditions - DNF : N'a pas terminé (did not finish) - DNS : N'a pas pris le départ (did not start) - DQ : Disqualification (disqualification) - NM : Aucun essai valable enregistré (No Mark) - Q : Qualifié « directement » au prochain tour (ou à la prochaine compétition), lors d'une compétition majeure, grâce au classement ou à la réalisation des minima (automatic qualifier) - q : Qualifié au prochain tour (ou à la prochaine compétition), lors d'une compétition majeure, grâce au repêchage ou à la réalisation de l'une des meilleures performances parmi celles des « non qualifiés directement » (grâce au meilleur temps ou à la meilleure distance par exemple) (secondary qualifier) |                                                                                     |                   |                                                                      |                |                                                                   |                |

## Première division
La 1re division (First League) se dispute les 7 et 8 juin 1997 à Dublin (Irlande) et Prague (République tchèque).
| Place | Pays     | Points |
| ----- | -------- | ------ |
| 1     | Finlande | 102    |
| 2     | Suède    | 100    |
| 3     | Belgique | 99,5   |
| 4     | Suisse   | 90     |
| 5     | Pays-Bas | 88     |
| 6     | Portugal | 85,5   |
| 7     | Irlande  | 85     |
| 8     | Autriche | 68     |

| Place | Pays           | Points |
| ----- | -------------- | ------ |
| 1     | Tchéquie       | 117    |
| 2     | Pologne        | 114    |
| 3     | Hongrie        | 98     |
| 4     | Roumanie       | 92     |
| 5     | Ukraine        | 83     |
| 6     | Lettonie       | 80,5   |
| 7     | RF Yougoslavie | 68,5   |
| 8     | Bulgarie       | 64     |

| Place | Pays     | Points |
| ----- | -------- | ------ |
| 1     | Slovénie | 103,5  |
| 2     | Finlande | 102    |
| 3     | Suisse   | 97,5   |
| 4     | Portugal | 96     |
| 5     | Suède    | 82,5   |
| 6     | Norvège  | 74     |
| 7     | Autriche | 60,5   |
| 8     | Belgique | 60     |

| Place | Pays           | Points |
| ----- | -------------- | ------ |
| 1     | Tchéquie       | 113    |
| 2     | Pologne        | 113    |
| 3     | Grèce          | 95     |
| 4     | Espagne        | 90,5   |
| 5     | Hongrie        | 87     |
| 6     | Bulgarie       | 77     |
| 7     | RF Yougoslavie | 57     |
| 8     | Lituanie       | 51,5   |

## Seconde division
La 2e division (Second League) se dispute à Odense (Danemark) les 28 et 29 juin 1997 et à Riga (Lettonie) le 7 juin 1997. Chez les hommes, le Danemark et Israël terminent à égalité de points et sont départagés par leur nombre de victoires individuelles. 
| Place | Pays     | Points |
| ----- | -------- | ------ |
| 1     | Slovénie | 125    |
| 2     | Danemark | 115    |
| 3     | Israël   | 115    |
| 4     | Chypre   | 107    |
| 5     | Lituanie | 84     |
| 6     | AASSE    | 71     |
| 7     | Islande  | 62     |
| 8     | Arménie  | 30     |

| Place | Pays        | Points |
| ----- | ----------- | ------ |
| 1     | Biélorussie | 86     |
| 2     | Slovaquie   | 71     |
| 3     | Estonie     | 54     |
| 4     | Turquie     | 53     |
| 5     | Moldavie    | 26     |

| Place | Pays     | Points |
| ----- | -------- | ------ |
| 1     | Pays-Bas | 100    |
| 2     | Danemark | 93     |
| 3     | Islande  | 62     |
| 4     | Israël   | 57     |
| 5     | Chypre   | 53     |
| 6     | AASSE    | 30     |

| Place | Pays      | Points |
| ----- | --------- | ------ |
| 1     | Lettonie  | 74     |
| 2     | Slovaquie | 59     |
| 3     | Turquie   | 57     |
| 4     | Estonie   | 56     |
| 5     | Moldavie  | 23     |

|  | Vainqueur de la compétition |  | Promotion en division supérieure |  | Relégation en division inférieure |